# Jaispur
Jaispur (nepalski: जयसपुर) – gaun wikas samiti w zachodniej części Nepalu w strefie Bheri w dystrykcie Banke. Według nepalskiego spisu powszechnego z 2001 roku liczył on 896 gospodarstw domowych i 5867 mieszkańców (2826 kobiet i 3041 mężczyzn).